# Maurice Norman
Maurice Norman (* 8. Mai 1934 in Mulbarton, Norfolk, England; † 27. November 2022) war ein englischer Fußballspieler. Für die englische Nationalmannschaft absolvierte er 23 Länderspiele und kam dabei vor allem bei der WM 1962 in Chile zum Einsatz.

## Sportlicher Werdegang
Norman, der auf der zentralen Defensivposition als „centre-half“ spielte, begann das Fußballspielen nach seiner Schulzeit beim FC Mulbarton und den Wymondham Minors, bevor er dann von Norwich City unter Vertrag genommen wurde. Der physisch starke Abwehrspieler debütierte für diesen Verein im Alter von 20 Jahren, bevor er sich dann nur acht Monate später – im November 1955 – für eine Ablösesumme von 28.000 britischen Pfund Tottenham Hotspur in London anschloss.
Dort entwickelte er sich zu einem Spieler, dessen Stärken sowohl im Tacklingbereich als auch im kreativen Spielaufbau bestanden. Der Höhepunkt seiner Zeit für die „Spurs“ war der Gewinn des Doubles aus englischer Meisterschaft und FA Cup. Als er mit seiner Mannschaft im folgenden Jahr den Pokal verteidigte, kam er am 20. Mai 1962 gegen Peru zu seinem ersten Länderspiel. Nach dem gelungenen Debüt, in dem England mit 4:0 gewann, wurde er direkt für das anstehende Weltmeisterschaftsturnier nominiert.
Bei der WM 1962 in Chile agierte Norman zunächst in allen drei Gruppenspielen und stand dann im Viertelfinale mit seiner Mannschaft dem amtierenden Weltmeister aus Brasilien gegenüber. Er verlor nach einer halben Stunde nach einem Eckstoß das Kopfballduell gegen den deutlich kleineren Garrincha, der so den Treffer zum 1:0 für die Südamerikaner erzielte. Letztlich verlor England die Partie mit 1:3 und schied aus dem Turnier aus.
Es folgte ein weiterer Triumph, als Norman mit Tottenham im Europapokal der Pokalsieger der Saison 1962/63 bis ins Finale einzog und dort in Rotterdam durch einen 5:1-Sieg gegen Atlético Madrid als erster britischer Verein den Titel holte. Weitere Trophäen blieben Norman anschließend versagt und trotz seiner zahlreichen Berufungen für das englische Nationalteam bis 1964, konnte er seinen bis dahin 23 Einsätzen keinen weiteren mehr hinzufügen.
Im Jahre 1967 gab Norman seinen Rücktritt vom aktiven Sport bekannt. Er wohnte später zurückgezogen in der Nähe von Felixstowe.

## Erfolge
- Europapokalsieger der Pokalsieger: 1963
- Englischer Meister: 1961
- FA-Cup-Sieger: 1961, 1962
- Charity-Shield-Sieger: 1961, 1962

## Einzelnachweis
1. ↑  -: Former Tottenham and England defender Maurice Norman dies aged 88. In: newschainonline.com. 27. November 2022, abgerufen am 27. November 2022 (englisch).

| Personendaten    | Personendaten             |
| ---------------- | ------------------------- |
| NAME             | Norman, Maurice           |
| KURZBESCHREIBUNG | englischer Fußballspieler |
| GEBURTSDATUM     | 8. Mai 1934               |
| GEBURTSORT       | Mulbarton, Norfolk        |
| STERBEDATUM      | 27. November 2022         |